# Zhangze Shuiku
Zhangze Shuiku är en reservoar i Kina. Den ligger i provinsen Shanxi, i den norra delen av landet, omkring 180 kilometer söder om provinshuvudstaden Taiyuan. Zhangze Shuiku ligger 897 meter över havet. Arean är 22,7 kvadratkilometer. Trakten runt Zhangze Shuiku består till största delen av jordbruksmark. Den sträcker sig 8,8 kilometer i nord-sydlig riktning, och 5,2 kilometer i öst-västlig riktning.
Genomsnittlig årsnederbörd är 707 millimeter. Den regnigaste månaden är juli, med i genomsnitt 229 mm nederbörd, och den torraste är december, med 5 mm nederbörd.